# Locomotiva SB 32b
La locomotiva 32b della Südbahn era una locomotiva a vapore a tender separato.

## Storia
Le 10 locomotive del gruppo 32b (numerate 1601–1610) furono costruite nel 1878–79 per l'esercizio sulla ferrovia Istriana. Costituivano un'evoluzione del gruppo 32a.
In seguito ai mutamenti territoriali conseguenti alla prima guerra mondiale, le 32b entrarono nel parco delle FS italiane, che le classificarono nel gruppo 291, con numeri 291.001-010. Furono radiate fra il 1926 e il 1929.